# Facultatea de Sociologie și Asistență Socială a Universității din București
Facultatea de Sociologie și Asistență Socială este una din facultățile Universității din București, redeschise după 1990.